# Народный артист Удмуртской АССР
Народный артист Удмуртской АССР — почётное звание Удмуртской АССР. Присваивалось Президиумом Верховного Совета Удмуртской АССР выдающимся деятелям искусства, особо отличившимся в деле развития театра, музыки и кино. 

Присваивалось, как правило, не ранее чем через пять лет после присвоения почётного звания «заслуженный артист Удмуртской АССР». Следующей степенью признания было присвоение звания «Заслуженный артист РСФСР».
С распадом Советского Союза в Удмуртии звание «Народный артист Удмуртской АССР» было заменено званием «Народный артист Удмуртии», при этом за званием  сохранились права и обязанности, предусмотренные законодательством бывших СССР и Удмуртской АССР о наградах.